# طاهرلو (کبودرآهنگ)
طاهرلو (کبودرآهنگ)، روستایی از توابع بخش مرکزی شهرستان کبودرآهنگ در استان همدان ایران است. زبان مردمان این روستا ترکی می‌باشد.
آب و هوای این روستا در زمستان سرد و همراه با برف‌های سنگین و در تابستان خنک و معتدل می‌باشد.
روستای طاهرلو به دلیل قرار گرفتن در ارتفاع دارای باغات انگور بسیار حاصلخیزی می‌باشد. از دیگر محصولات باغی این روستا می‌شود به بادام اشاره کرد.
شیره انگور و فرش دستباف از جمله ره آوردهای این روستا به‌شمار می‌روند.

## جمعیت
این روستا در دهستان کوهین قرار دارد و براساس سرشماری مرکز آمار ایران در سال ۱۳۹۵، جمعیت آن ۸۴۹ نفر (۲۴۲ خانوار) بوده‌است.